# Brian Harland
Walter Brian Harland (Scarborough, 1917 – 1 november 2003) was een Brits geoloog. Hij is bekend om zijn onderzoek naar de geologie van het noordpoolgebied, met name Spitsbergen, en stelde als eerste dat extreme ijstijden plaatsvonden in het Proterozoïcum (ter verklaring is later het zogenaamde Snowball Earthmodel opgesteld).

## Biografie
Harland was lid van het Genootschap der Vrienden, hij studeerde eind jaren dertig aan het Caius College van de Universiteit van Cambridge. Tijdens zijn studie nam hij deel aan een expeditie naar Spitsbergen. In 1942 trouwde hij en vertrok met zijn vrouw Elisabeth naar Chéngdū om aan de West China Universiteit les in geologie te gaan geven. Na de Tweede Wereldoorlog keerde hij terug naar Engeland waar hij tot zijn emeritaat aan de Universiteit van Cambridge verbonden bleef. Hij organiseerde veldwerken op Spitsbergen, waarvan hij de geologie in kaart bracht. Al voordat de theorie van platentektoniek ontwikkeld werd, was Harland een aanhanger van Wegeners continentendrift. Zijn werk in het Poolgebied wekte de belangstelling van de olie-industrie, die zijn werk sponsorde. In 1975 stichtte hij met behulp van dit geld het Cambridge Arctic Shelf Programme, een non-profitorganisatie voor wetenschappelijk onderzoek in de noordpoolregio.

## Werk
Dankzij zijn ervaring met gletsjers was hij de eerste die doorhad dat het wereldwijd voorkomen van glaciale sedimenten uit bepaalde tijdvakken van het Proterozoïcum betekende, dat de Aarde in die tijden compleet bevroren moest zijn geweest. Later zou Joseph Kirschvink hiervoor het Snowball Earthmodel ontwikkelen.
Harland werkte ook mee aan het correleren en samenstellen van een internationaal gelijke geologische tijdschaal.

## Onderscheidingen
- Lyell Medaille van de Geological Society

- Bibsys: 90099889
- Bibliothèque nationale de France: cb12347912z (data)
- CiNii: DA02475712
- Gemeinsame Normdatei: 1055743545
- International Standard Name Identifier: 0000 0001 0933 6801
- Library of Congress Control Number: n81129795
- Nationale Bibliotheek van Letland: 000163229
- Bibliotheek van het Japanse parlement: 00442483
- Nationale Bibliotheek van Tsjechië: skuk0002883
- Nationale Bibliotheek van Israël: 987007450364805171
- Nederlandse Thesaurus van Auteursnamen: 071464816
- SNAC: w6cd67n2
- Système universitaire de documentation: 032451962
- Virtual International Authority File: 109743607
- WorldCat: E39PBJxhqvyP6DphmxppgvPhHC